# Saint-Pardoult
Saint-Pardoult – miejscowość i gmina we Francji, w regionie Nowa Akwitania, w departamencie Charente-Maritime.
Według danych na rok 1990 gminę zamieszkiwało 185 osób, a gęstość zaludnienia wynosiła 33 osoby/km² (wśród 1467 gmin regionu Poitou-Charentes Saint-Pardoult plasuje się na 810. miejscu pod względem liczby ludności, natomiast pod względem powierzchni na miejscu 1047.).